# 毀掉一切地獄再愛
《毀掉一切地獄再愛》是日本出版社一迅社從2023年2月17日於Comic百合姬開始連載的日本漫畫作品，作者為くわばらたもつ。

## 故事大綱
吉澤來未是一名成績優秀、人緣極佳的學生會長。某一天，班主任請她去關心一位有些逃學傾向的同班同學直井，來未勉強答應並前去見他。然而，直井卻像是看穿了來未的內心一般，對她充滿了鄙視。就在壓力即將爆發之際，來未差點做出了偷竊的舉動，但在最後一刻勉強克制住了。然而，這一切卻被直井錄了下來。

## 登場人物

### 主要人物
吉澤來未（／）
本作主人公，高中生，性别女。表面上是成績優秀、人緣極佳的學生會長，但實際上每天都被母親的束縛和教師過度的期待所折磨。
直井（／）
高中生，性别女，來未的同班同學。因逃學而被班主任要求來未關心自己，看穿了來未的內心想法，並偷拍來未想偷竊的畫面後以此作要脅。
下田心（／）
高中生，性别女。來未的同班同學和青梅竹馬並且和來未表白。

## 出版書籍

### 漫畫
| 卷數 | 一迅社         | 一迅社                 |
| 卷數 | 發售日期       | ISBN                   |
| ---- | -------------- | ---------------------- |
| 1    | 2023年8月18日  | ISBN 978-4-7580-2590-4 |
| 2    | 2024年3月18日  | ISBN 978-4-7580-2693-2 |
| 3    | 2024年10月18日 | ISBN 978-4-7580-2777-9 |